# Diospage steinbachi
Diospage steinbachi är en fjärilsart som beskrevs av Rothschild 1909. Diospage steinbachi ingår i släktet Diospage och familjen björnspinnare. Inga underarter finns listade i Catalogue of Life.